# Manton S. Eddy
Manton Sprague Eddy (Chicago, 16 maggio 1892 – Fort Benning, 10 aprile 1962) è stato un generale statunitense, attivo nel corso della seconda guerra mondiale.
Entrò nell'esercito nel 1916 come sottotenente e, salito per il 1918 al grado provvisorio di capitano, combatté e fu ferito in Francia nell'ultima estate della prima guerra mondiale. Decorato e rimpatriato nel 1919, trascorse gli anni venti ad approfondire le proprie competenze e tenne incarichi principalmente aderenti all'ambito addestrativo. Nel 1930 concluse con profitto il corso avanzato alla Infantry School Officers e per i primi anni trenta insegnò allo United States Army Command and General Staff College di Fort Leavenworth. Dopo lo scoppio della seconda guerra mondiale, Eddy ebbe il comando di un reggimento di fanteria. Nel 1942 salì rapidamente la gerarchia militare e, come maggior generale, divenne comandante della 9ª Divisione fanteria, che condusse dall'operazione Torch (novembre 1942) agli ultimi stadi della dura battaglia di Normandia (agosto 1944).
Posto a capo del XII Corpo d'armata, partecipò alla liberazione della Francia, alle logoranti battaglie sulla frontiera della Germania nazista e fu coinvolto nel contenimento dell'Offensiva delle Ardenne (dicembre 1944-gennaio 1945). Guidò quindi le proprie truppe in Germania, ma a metà aprile dovette lasciare il comando per gravi problemi di salute. Si riprese nel 1946 e ricoprì alti incarichi, l'ultimo dei quali fu il comando delle forze statunitensi nell'Europa postbellica. Lasciò il servizio attivo nel 1953 e si ritirò a Fort Benning in Georgia, dove morì nell'aprile 1962.

## Biografia

### Carriera dagli esordi agli anni trenta
Manton Sprague Eddy nacque il 16 maggio 1892 a Chicago, città nella contea di Cook dello stato dell'Illinois. Dal 1909 al 1913 studiò presso la scuola episcopale Shattuck-Saint Mary's a Faribault, in Minnesota. In seguito intraprese la carriera militare e nel 1916 ottenne il brevetto di sottotenente. Dopo che gli Stati Uniti erano entrati nella prima guerra mondiale, giunse in Europa nel maggio 1918 con il corpo di spedizione statunitense: elevato provvisoriamente al grado di capitano e assegnato alla 4ª Divisione di fanteria, guidò nei duri scontri una compagnia di mitragliatrici; combatté sia sul fiume Aisne, sia lungo il Vesle, sulle cui rive rimase ferito ad agosto. Si riprese però dalle ferite e la fine del conflitto lo trovò alla testa di un battaglione con grado provvisorio di maggiore. Rimpatriato nel 1919, nel 1920 iniziò il corso alla Infantry School Officers, che completò nel 1921; seguì l'incarico di professore di scienza militare presso all'Accademia militare di Riverdale, nello Utah. Nel 1929 intraprese il corso avanzato alla Infantry School Officers, diplomandosi nel 1930: fu dunque destinato, dal 1932 al 1934, allo United States Army Command and General Staff College di Fort Leavenworth (Kansas).

### La seconda guerra mondiale
All'inizio della seconda guerra mondiale nel settembre 1939, Eddy era ufficiale addetto all'intelligence nel III Corpo d'armata; nell'ottobre 1941 fu posto al comando del 114º Reggimento, 44ª Divisione fanteria, incarico che mantenne dopo l'attacco di Pearl Harbor e la dichiarazione di guerra della Germania nazista e dell'Italia fascista. Nel marzo 1942 fu promosso a brigadier generale e scelto come vice comandante della 9ª Divisione fanteria, grande unità a capo della quale fu messo a luglio, quando fu rapidamente portato al grado di maggior generale. Guidò i suoi uomini nello sbarco in Africa Occidentale Francese (novembre), nella susseguente campagna di Tunisia (dicembre 1942-maggio 1943) e nel corso dello sbarco in Sicilia (luglio-agosto 1943). Nel novembre 1943, Eddy e la 9ª Divisione furono trasferiti in Gran Bretagna in vista della vasta operazione Overlord: nel dettaglio, la divisione costituì la riserva del VII Corpo d'armata del tenente generale Joseph Collins.
Eddy sbarcò su Utah Beach l'8 giugno e con la sua 9ª Divisione fanteria rilevò la mediocre 90ª Divisione fanteria, impegnata nei combattimenti nella penisola del Cotentin: nella successiva avanzata, culminata nella presa di Cherbourg, egli si dimostrò un comandante capace e preparato, in grado di usare in combinazione fanteria e artiglieria. Per il ruolo avuto nella conquista del vitale porto, caduto il 27 giugno, Eddy fu decorato con la Distinguished Service Cross. Nell'agosto 1944 ricevette inoltre la promozione a tenente generale e il comando nel XII Corpo d'armata, dipendente dalla 3ª Armata del turbolento generale George Smith Patton. In tale veste, Eddy fu in testa all'armata e ne guidò la veloce progressione verso la Germania, ai cui confini si arenò per i problemi logistici e le divergenze d'ordine strategico che dividevano i comandanti supremi alleati; nel dicembre 1944 fu coinvolto con il suo corpo d'armata nell'improvvisa offensiva delle Ardenne e mantenne una porzione del lato meridionale del profondo saliente tedesco. Con l'inizio del 1945 l'esercito tedesco era stato però ricacciato indietro e, da marzo, ebbe inizio la grande avanzata alleata in Germania: gli uomini di Eddy scoprirono, in una miniera di sale vicino a Merkers-Kieselbach, grandi quantità d'oro e centinaia di opere d'arte depredate da tutta Europa nel corso dell'occupazione; poche settimane dopo unità avanzate del generale s'imbatterono nel e liberarono il campo di concentramento di Flossenbürg, vicino al confine con la Cecoslovacchia. L'intensa attività logorò tuttavia il fisico di Eddy, cui fu diagnosticata nell'aprile 1945 una grave forma di ipertensione: il generale Patton, preoccupato, ritenne opportuno rilevarlo dal comando e rimpatriarlo. Neppure un mese dopo la Germania nazista si arrese e la guerra in Europa finì.

### Ultimi anni e morte
Ripresosi dalla malattia, Eddy ebbe ai suoi ordini il 3rd Service Command e nel 1946 divenne vice comandante della 2ª Armata (per un'altra fonte della 7ª Armata). L'anno successivo assunse la carica di Capo dell'intelligence in seno all'armata. Nel 1948 fu scelto come nuovo comandante dello United States Army Command and General Staff College di Fort Leavenworth, dove rimase due anni; quindi, nel 1950, fu promosso comandante in capo delle forze armate statunitensi in Europa. Nel 1953, dopo trentasette anni nell'esercito, lasciò il servizio attivo.
Tornato alla vita civile, si stabilì nella città di Columbus, in Georgia. Manton S. Eddy morì il 10 aprile 1962 a Fort Benning, nel medesimo stato, all'età di 69 anni. Fu seppellito nel Cimitero nazionale di Arlington, sezione 3, settore 2502-1 R.

## Vita familiare
Nel 1921 Manton S. Eddy sposò la fidanzata Mamie Buttolph, che assunse il secondo cognome "Eddy". La coppia non ebbe figlia e lei morì nel 1982, all'età di 87 anni.

## Onorificenze
Dati tratti da: